# Tunel bazowy Świętego Gotarda

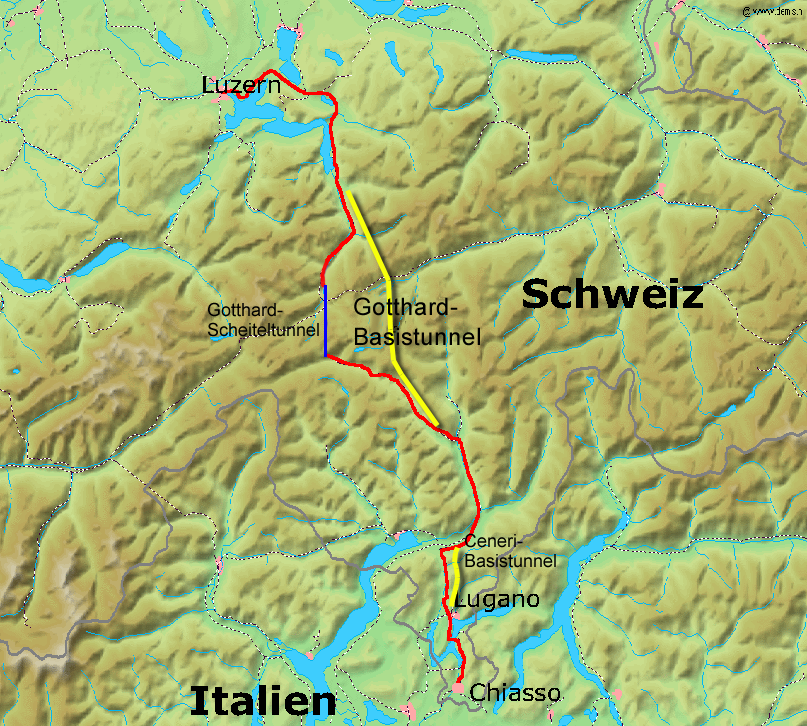
Przebieg trasy – oznaczony kolorem żółtym

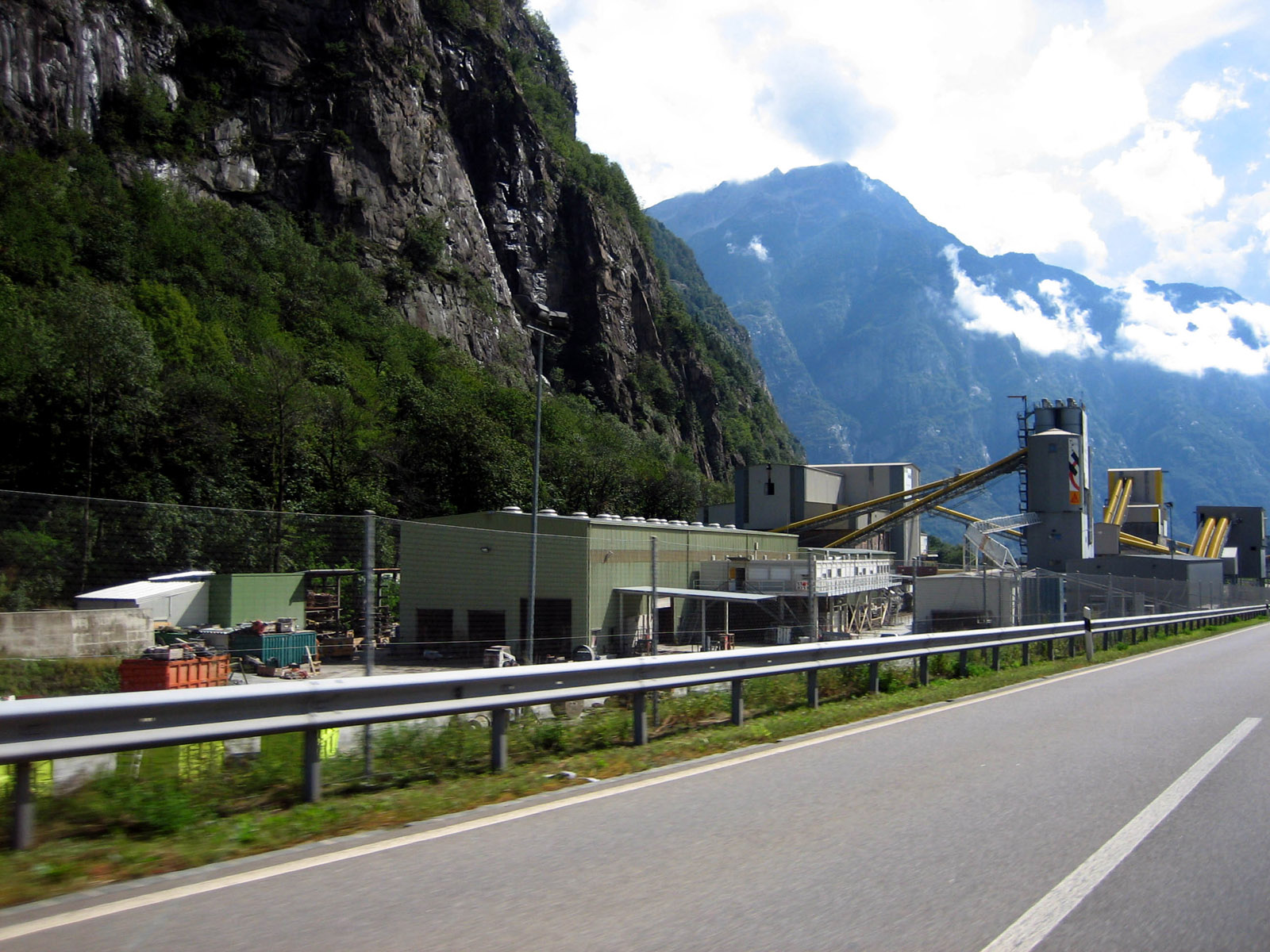
Urządzenia budowy pomiędzy Bodio i Pollegio

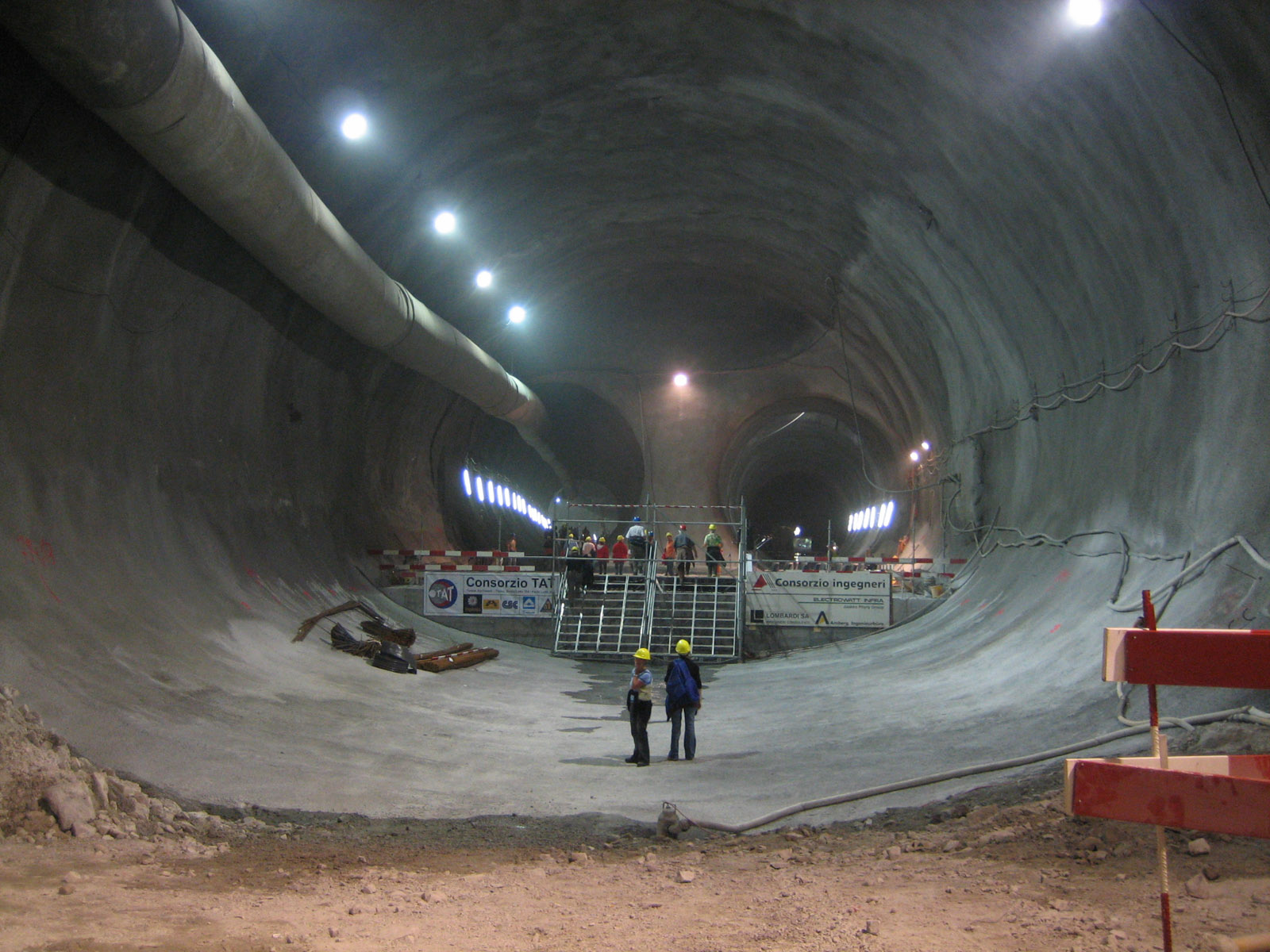
Węzeł przy stacji Faido

Tunel bazowy Świętego Gotarda – tunel kolejowy w Alpach Szwajcarskich, długi na 57 km, oddany do użytku 1 czerwca 2016 r., jest najdłuższym do tej pory zbudowanym tunelem na świecie (dla porównania: tunel kolejowy Świętego Gotarda, zbudowany jeszcze w XIX wieku, liczy tylko 15 km długości).

## Historia
Decyzja o budowie tunelu została zatwierdzona przez społeczeństwo szwajcarskie 29 listopada 1998 w referendum. Większość głosujących (63,5%) opowiedziało się za inwestycją w poprawę infrastruktury. Frekwencja wyniosła 38,31%.
Wiercenia testowe miały miejsce w 1993, w 1996 zaczęto przygotowania do drążenia tunelu, które zaczęto dopiero w 2003. Przewidywany koszt budowy, większy od wcześniej zakładanego, miał wynieść prawie 9,5 miliarda CHF.
15 października 2010 po godz. 14:00 ekipy wiercące tunel z dwóch kierunków spotkały się pod ziemią, nieopodal wioski Sedrun, na głębokości 2 km od podstawy góry. 24 sierpnia 2015 podano do publicznej wiadomości informację o zakończeniu montażu wszystkich elementów konstrukcyjnych tunelu. Tunel oddano do użytku 1 czerwca 2016 roku, natomiast 11 grudnia został oddany do użytku komercyjnego. Jego budowa kosztowała około 11 mld euro. Rekord prędkości pociągu w tunelu to 275 km/h, ale maksymalna dopuszczalna prędkość została ustalona na 230 km/h.

## Przyczyny budowy
Głównymi przyczynami było dążenie do skrócenia czasu przejazdu między ważniejszymi miastami Szwajcarii, a także narastający ruch tranzytowy, zmierzający w kierunku Europy Południowej. Docelowo większość ciężarówek ma zostać przewożonych w specjalnie do tego przystosowanych pociągach. Tunel pozwoli również uchronić unikatowy alpejski ekosystem przed degradującym wpływem spalin. Nowa linia pod masywem przełęczy Świętego Gotarda oraz budowany na północ od Lugano Ceneri-Basistunnel pozwolą skrócić czas przejazdu między Bazyleą a Mediolanem z 5 godzin i 20 minut do 3 godzin i 30 minut. Skrócą również czas trwania przejazdu między Zurychem a Mediolanem o prawie połowę, z uprzednich 4 godzin i 10 minut do 2 godzin i 35 minut.
Nowy tunel w najwyższym punkcie znajduje się na wysokości zaledwie 550 m n.p.m., a więc ok. 600 m niżej od poprzednio eksploatowanego tunelu. Dzięki temu pociągi nie będą musiały pokonywać bardzo stromych odcinków toru.

## Konstrukcja

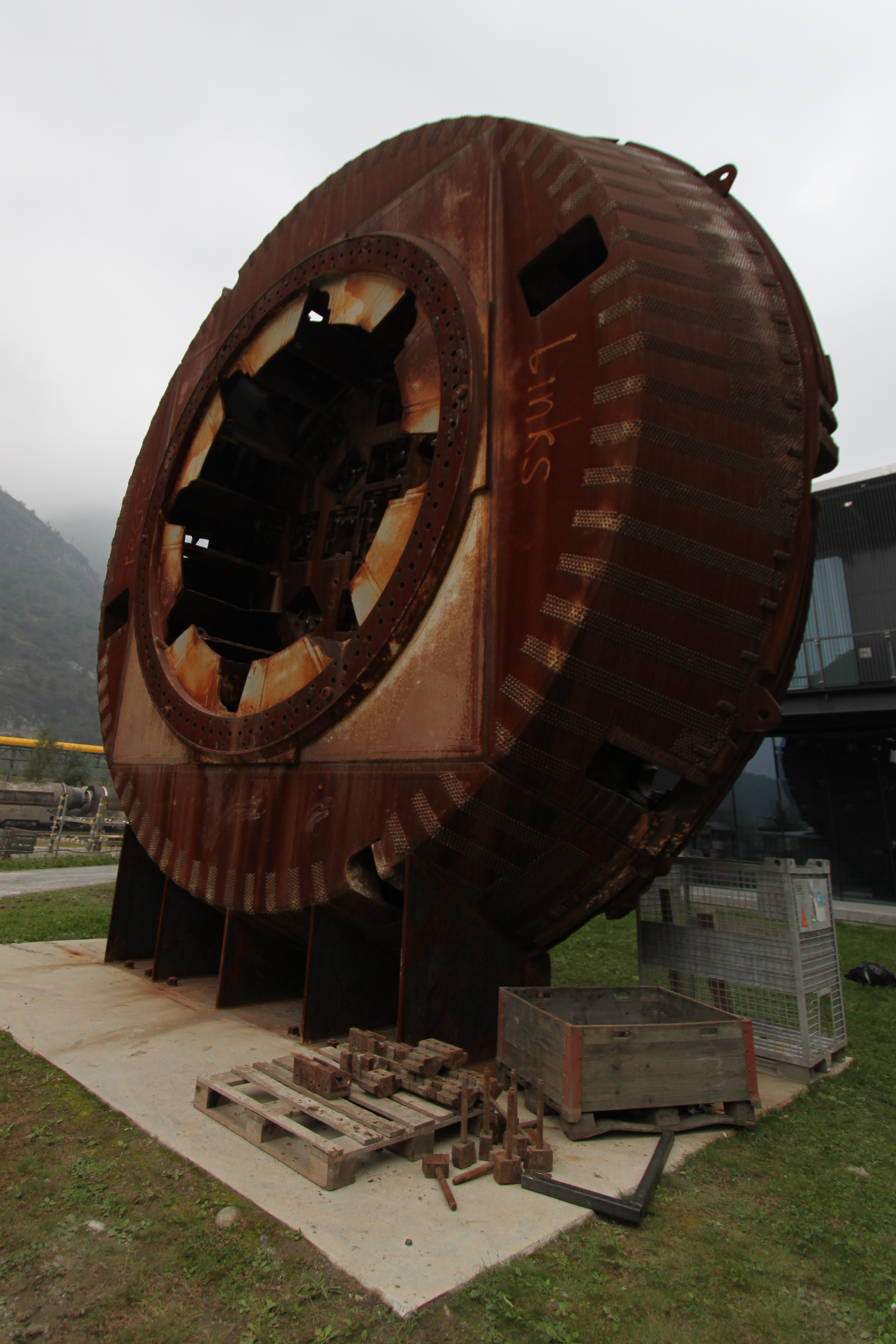
Głowica maszyny drążącej (TBM) użytej do drążenia tunelu, obecnie element ekspozycji w Pollegio

Inżynierowie, ze względu na niekorzystny układ geologiczny wynikający z pionowego układu warstw materiału geologicznego, musieli zastosować kilka metod usuwania mas skalnych podczas budowy tunelu. Większa część prac przeprowadzana jest maszynami drążącymi (TBM), które musiały usunąć około 13 mln m³ urobku (dla porównania piramida Cheopsa ma objętość około 2,6 mln m³). Celem przyspieszenia prac podzielono tunel na 5 sekcji, które były drążone i budowane jednocześnie przez różnych podwykonawców. TBM, która była używana do budowy Gotthard-Basistunnel, jest wielofunkcyjnym urządzeniem, którym można przeprowadzać rozmaite prace, jak drążenie tunelu, wywóz urobku przy użyciu wbudowanych taśmociągów oraz montowanie prefabrykowanych okładzin ściennych do skonstruowania wstępnej obudowy.
W trakcie budowy niejednokrotnie natrafiano na tzw. „pułapki geologiczne”, co skutkowało zawaleniem się wydrążonego tunelu i koniecznością wykonania prac od nowa. Powodem było często zjawisko osiadania górotworu. Aby temu zapobiec, obliczono skalę osiadania i pozostawiono odpowiednią rezerwę miejsca. Podczas budowy niejednokrotnie natrafiano również na podziemne cieki. By nie dopuścić do przeciekania ich przez ściany tunelu, zastosowano szczelną warstwę izolacyjną przy użyciu folii termozgrzewalnych oraz taśm dylatacyjnych. Transport materiałów budowlanych do wnętrza tunelu odbywał się specjalnymi pojazdami kolejowymi złożonymi z czterech wagoników i małej lokomotywy.

## Bezpieczeństwo

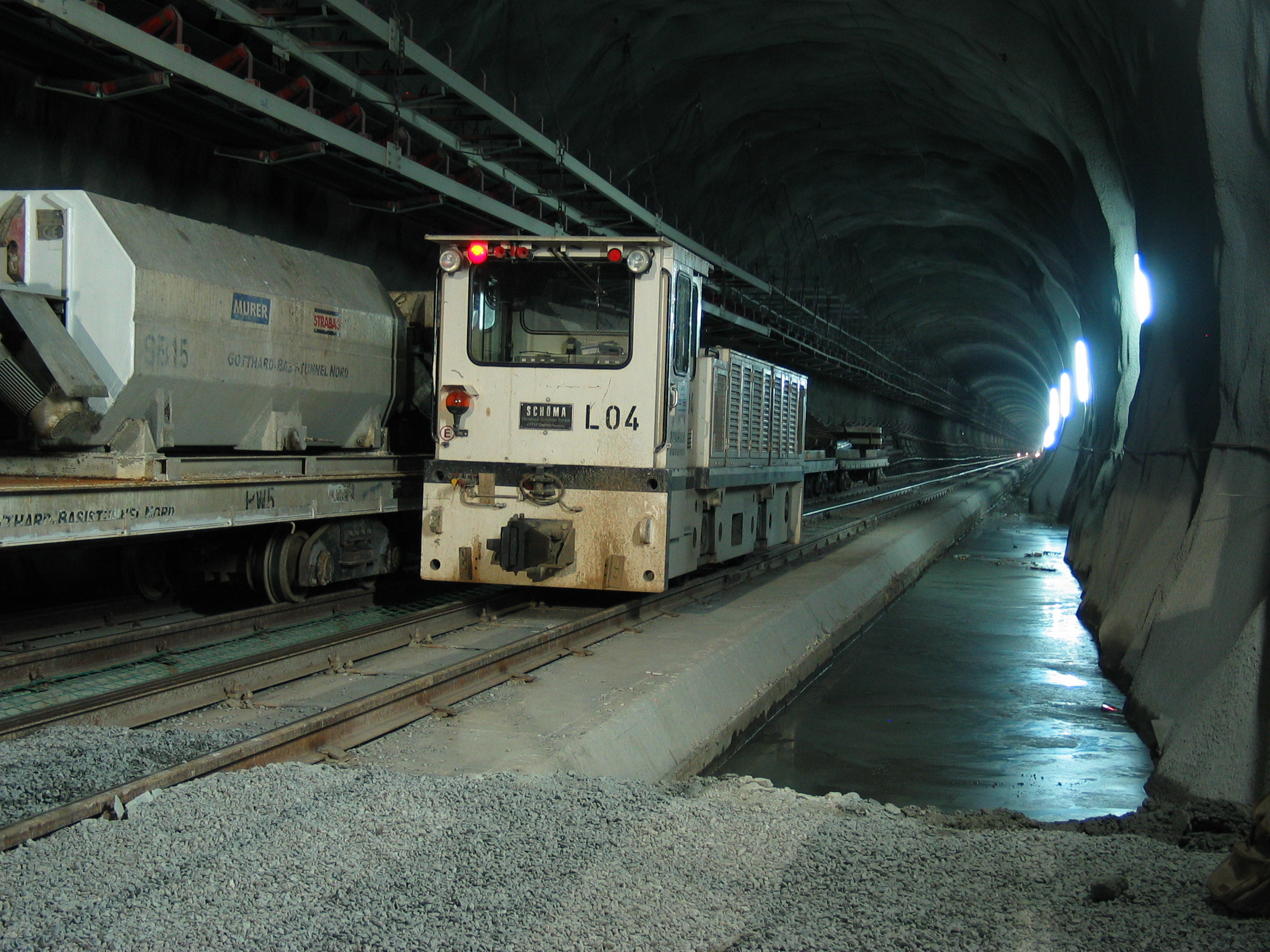
Wnętrze tunelu – pojazd techniczny służący do transportu materiałów

Zgodnie z projektem tunelu powstały dwie niezależne rury o średnicy 9,14 m, prowadzone równolegle w odstępie 40 m. Rury są połączone poprzecznie co 325 m szybami tuneli technicznych, umożliwiającymi bezpieczną ewakuację w razie wypadku.
Dodatkowo wewnątrz tunelu znajdują się dwie stacje wielofunkcyjne Faido i Sedrun, które również mogą spełniać funkcje schronów w razie niebezpieczeństwa.
W czasie budowy tunelu zginęło 9 pracowników.